# Peter Lang (Verleger)
Peter Lang (* 1. November 1928 in Bern; † 2001) war ein Schweizer Buchhändler und Verleger.

## Leben
Peter Lang wurde 1928 in Bern in eine Buchhändlersfamilie hineingeboren. Sein Vater Herbert Lang hatte 1921 in Bern eine Buchhandlung gegründet, die auch ein Antiquariat umfasste. 1931 trat Herbert Lang erstmals als Verleger hervor.
Lang gründete 1970 zunächst in Frankfurt einen davon unabhängigen Wissenschaftsverlag, der jedoch ab 1977 wieder in Bern beheimatet war. 1993 wurde ein Ableger in Österreich, weitere 2012 in Polen, 2015 in der Türkei und 2017 in China gegründet (siehe Peter-Lang-Verlagsgruppe).